# Ospedale San Bortolo
L'ospedale San Bortolo, facente parte del Servizio sanitario del Veneto (Azienda sanitaria ULSS 8 Berica), è il principale polo ospedaliero della città di Vicenza e della provincia.
È situato a nord del centro storico di Vicenza tra contrà San Bortolo, viale Rodolfi e Parco Querini. L'accesso principale avviene, attraverso un ponte sul fiume Astichello, da viale Rodolfi.

## Storia

### Medioevo
Verso la fine del XII secolo venne elaborato e messo in pratica il concetto cristiano della domus hospitalis - da cui deriveranno poi i termini di ospitale e ospedale - come quello di un luogo in cui una comunità vive e, in nome di Dio - il nome degli antichi ospedali francesi era Hôtel-Dieu - mette a disposizione una parte della propria abitazione per i pauperes Christi, i poveri di Cristo.
Così anche sul territorio vicentino sorsero delle fraternità di laici che gestivano degli xenodochi o dei piccoli ospitali, uno dei quali - con relativa chiesetta fondata nel 1217 - nell'area in cui sarebbe poi edificato l'ospedale. Altri erano quello di San Salvatore presso Lisiera - il più antico di cui si abbia documentazione -, quello San Nicolò di Nunto (oggi Olmo di Creazzo); altri ancora quelli di San Desiderio (nei pressi della chiesa di Sant'Agostino), di San Biagio Vecchio (in via Cappuccini, fuori Porta santa Croce), dei Crociferi dove fu costruita poi la chiesa di Santa Croce e degli Umiliati in Borgo Berga. Abbastanza presto, però, alcune di queste comunità di laici furono sciolte, perché considerate pericolose per l'ortodossia; altre dovettero accettare l'imposizione di una regola ben precisa, approvata dalla Chiesa, che comportava in particolare la netta separazione tra uomini e donne.
Non sempre dai documenti è facile evincere quanto la singola iniziativa sia stata promossa da un soggetto singolo privato o da un'istituzione religiosa o da un sodalizio. Nel 1270 un certo Ubertino prese in affitto un appezzamento di terreno nella località in cui sarebbe poi sorta la chiesa di san Giuliano, per costruirvi "un ospitale per benefizio dei poveri" mendicanti e pellegrini che transitavano sulla strada tra Vicenza e Padova, chiamato Chà di Dio; rimasto tuttavia al di fuori della cinta di mura fatta costruire dagli Scaligeri nel 1365, cessò di funzionare intorno alla metà del XV secolo. Altri ospedali sorsero all'estremo opposto, in borgo San Felice non lontano dalla basilica dei Santi Felice e Fortunato, come quelli di Santa Maria della Misericordia, di San Bovo e di Santa Maria Maddalena, oppure l'ospedale di san Nicolò, trasferito intorno al 1260 a San Lazzaro, per essere destinato all'assistenza dei lebbrosi ma non solo.
Nel Trecento, durante la dominazione scaligera, sorsero degli ospedali anche all'interno delle mura: intorno al 1320-1330, per iniziativa di un gruppo di penitenti o battuti, nacque l'ospedale di San Marcello, detto poi di Santa Maria e San Cristoforo, destinato a diventare un secolo più tardi la Casa centrale degli Esposti; a un altro gruppo di battuti è legata la fondazione, in borgo Porta Nova, dell'Ospedale dei Santi Ambrogio e Bellino nel 1384.
Il più centrale della città fu l'ospedale di Sant'Antonio abate, realizzato nel 1350 dal cavaliere tedesco Alberto di Billanth - dopo che la città di Vicenza era stata messa in ginocchio da due grandi calamità: la peste del 1348, che aveva spopolato l'Europa, e un terribile terremoto - che aveva messo a disposizione una casa di sua proprietà, contigua alla cattedrale, l'aveva fornita di letti e di tutto il necessario per l'ospitalità e il ricovero di pellegrini, infermi, mendicanti e altre persone indigenti.

### Età moderna
I secoli successivi furono caratterizzati dalla crescita della popolazione, ma anche dalle frequenti carestie e dalle ricorrenti pestilenze, che dal 1348 al 1632 si abbatterono su tutta Europa; durante questi eventi le strutture di ospitalità erano assolutamente insufficienti e venivano creati ricoveri temporanei adattando altri ambienti come lazzaretti.
Nel corso del Cinquecento gli ospedali esistenti e quelli sorti di recente cominciarono a distinguersi e a specializzarsi per funzioni diverse. Quello di Sant'Antonio, ormai il più importante della città, sempre più consapevole delle esigenze di cura dei malati, aveva al proprio servizio un medico, un cerusico e uno speziale stipendiati; quello di San Marcello divenne un brefotrofio, l'ospedale della Misericordia, dopo una prima esperienza di ricovero dei malati di sifilide, divenne orfanotrofio così come l'ospedale di San Valentino.
Il Settecento vide anni difficili, sia per l'aumento delle richieste che per la scarsità di risorse economiche necessarie a sostenere l'attività degli ospedali; dal 1738 l'ospedale di Sant'Antonio perse la propria autonomia e, come tutti gli altri Luoghi Pii,  fu assoggettato al controllo dei revisori comunali. A quel punto cominciò a farsi strada il progetto della fusione e della concentrazione di tutti gli ospedali della città in un Ospedale Grande degli Infermi e dei Poveri, com'era avvenuto in quegli anni a Milano; nel novembre del 1772 il senato veneziano approvò tale fusione e gli ospedali - oltre a quello di Sant'Antonio anche quelli di San Lazzaro, dei santi Pietro e Paolo, dei santi Ambrogio e Bellino e di San Bovo - furono trasferiti negli edifici dell'ex monastero di San Bartolomeo, dove l'anno prima era stata soppressa la congregazione dei canonici lateranensi; il 18 settembre 1775, con una cerimonia e una processione solenne attraverso la città, si iniziò il trasporto degli infermi alla nuova sede, e questa può essere considerata la data di inizio del nuovo Ospedale San Bortolo.
Anche se vi venivano ancora accolti poveri, era ormai chiara l'impostazione sanitaria: il regolamento prevedeva la presenza di un protomedico, sovrintendente l'attività sanitaria e scientifica, e di un priore per la gestione interna; vi erano medici e chirurghi, entrambi diretti da rispettivi primari.

### Età contemporanea
Durante le guerre napoleoniche la struttura aveva bisogno di essere ampliata, per poter accogliere gli infermi in continuo aumento: nel 1814 era già insufficiente, in seguito a un'epidemia di tifo scoppiata tra le truppe austriache. Un'insufficienza che continuò durante tutto il secolo per il ripetersi delle epidemie di tifo petecchiale e di colera e per l'acuirsi di malattie endemiche in una popolazione povera e malnutrita, come le malattie respiratorie e la pellagra.
Un importante ampliamento si ebbe nel 1838, sotto la direzione dell'architetto Bartolomeo Malacarne, che ricavò nuove sale di degenza di 20-30 letti negli ambienti dell'ex-monastero e della stessa chiesa. Nel 1873 fu approvato il nuovo statuto di quello che fu da allora chiamato "Ospedale civile di Vicenza". Fecero seguito vari miglioramenti: i bambini furono separati dagli adulti, furono prese misure antincendio, si passò all'illuminazione a gas, il saccone di paglia dei letti fu sostituito con materasso di lana o di crine, i locali per le autopsie furono allontanati dalle sale dei malati pellagrosi, le sale operatorie furono dotate di spogliatoi per i medici, si ammodernarono i locali dei gabinetti di analisi e di elettroterapia, fu migliorata l'assistenza notturna.
Le scoperte scientifiche e le conoscenze epidemiologiche sulla diffusione delle malattie portarono, soprattutto nel Novecento, ad una sempre maggior differenziazione degli ambienti: nel 1900 fu costruito un padiglione per l'isolamento dei portatori di malattie infettive contagiose; nel 1906 fu costruito uno specifico complesso per pazienti psichiatrici in borgo San Felice; nel 1924 venne inaugurato il padiglione "De Giovanni" per malati di tubercolosi. Ulteriori progressi vennero con l'apertura della scuola per infermieri nel 1906 e l'acquisto di ambulanze per il trasporto dei malati nel 1927.
Le più importanti evoluzioni della struttura iniziarono dopo la seconda guerra mondiale con la redazione di un piano di riorganizzazione generale dei nosocomi: nel 1956 il San Bortolo fu classificato come "ospedale di prima categoria" e nel 1964 diventò "ospedale regionale", con una decina di reparti ad alta specializzazione. A metà degli anni sessanta fu dato l'avvio alla costruzione di nuove e moderne strutture: il "monoblocco" nel 1966, il "terzo lotto" nel 1974, il "quarto lotto" nel 1976.
A partire dagli anni duemila sono state condotte radicali opere di riorganizzazione delle strutture, inclusa l'apertura del 5º lotto nel 2003. I reparti vengono gradualmente ristrutturati applicando anche le moderne teorie sull'utilizzo dei colori, ai servizi alla persona si sono aggiunti un nuovo bar-ristorante con facciata a vetri che guarda verso Parco Querini e la nuova cappella realizzata da Paolo Portoghesi sul tetto del 5º lotto. Altri lavori di restyling hanno riguardato l'ingresso principale del San Bortolo e le indicazioni cromatiche per raggiungere i reparti.
È stato avviato il progetto che prevede l'utilizzo di buona parte del complesso del Seminario Nuovo (collocato di fronte al Monoblocco), ceduto all'ULSS dalla Diocesi di Vicenza. Questo porterà alla creazione del "San Bortolo 2" dove si stanno riunendo alcune strutture sanitarie dislocate in altre zone della città.
Dal 2015 sono in corso i lavori di realizzazione del 6º lotto che dovrebbero concludersi in 4 anni.

## Caratteristiche

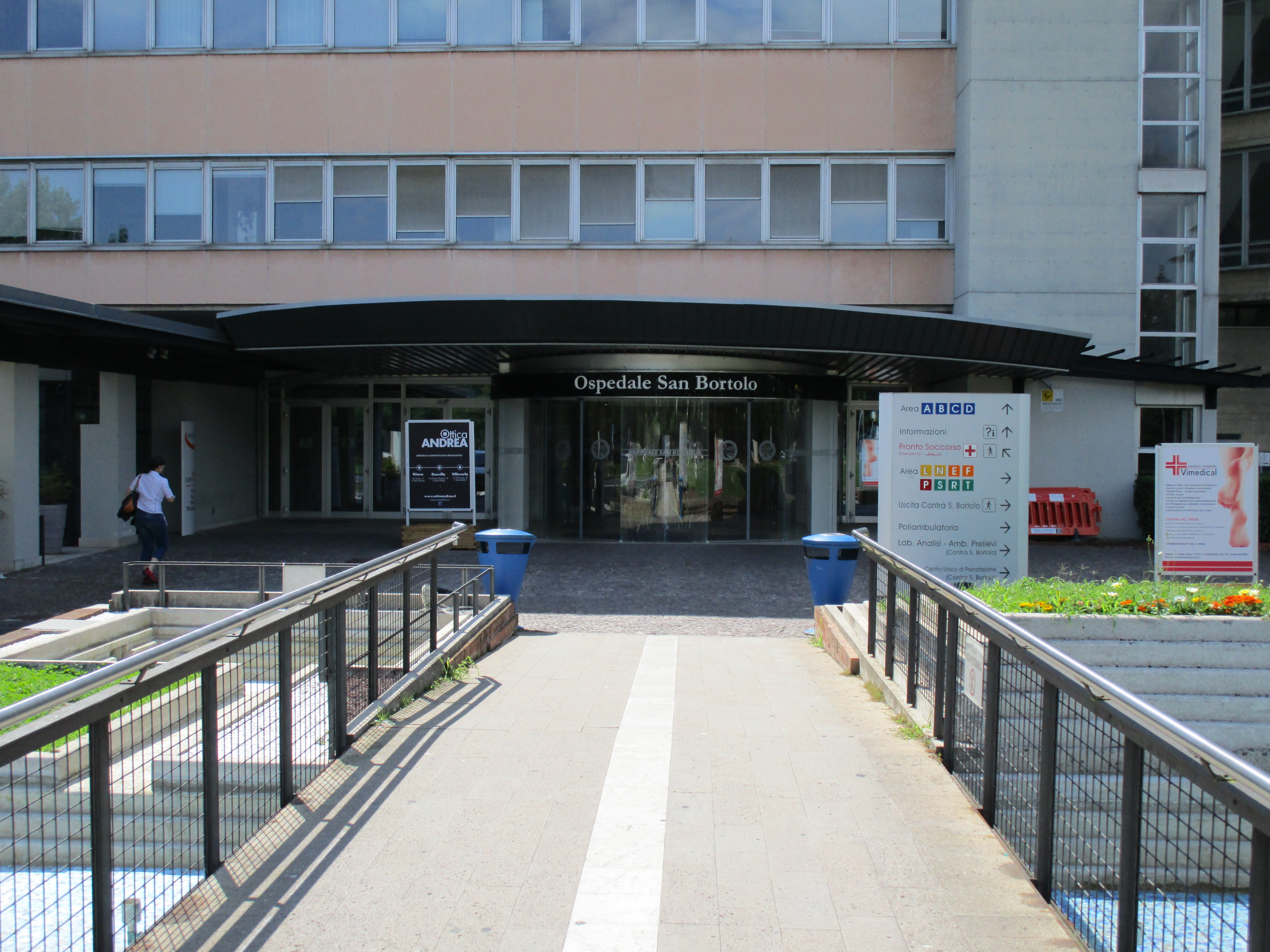
Ingresso dell'ospedale San Bortolo a Vicenza.

Il San Bortolo conta al 2015 16 reparti appartenenti all'area medica, 13 all'area riabilitativa, 12 all'area chirurgica, 4 all'area materno-pediatrica, 14 all'area terapia intensiva e 13 appartenenti all'area diagnosi e cura. Internamente i reparti (o unità operative) sono inseriti in 14 dipartimenti che hanno la funzione di coordinamento aziendale, pur lasciando alle singole UO la propria autonomia.
Il nosocomio vanta eccellenze nei campi della chirurgia del fegato, del pancreas e delle vie biliari, è centro regionale per la diagnosi e cura delle malformazioni cranio maxillo-facciali, per la spina bifida, per le malattie rare (con la Fondazione "Mauro Baschirotto"). Il dipartimento di nefrologia e dialisi utilizza un approccio all'avanguardia per la cura dei pazienti (chiamato proprio per questo Vicenza model) tanto che la sopravvivenza dei pazienti in dialisi a Vicenza è tra le più alte al mondo. Il San Bortolo è stato il primo ospedale europeo e tra i pochi al mondo a potersi dotare di un Cyberknife (un robot radiochirurgico dotato di un acceleratore lineare di particelle).

## Struttura
L'ospedale è composto da più blocchi di edifici suddivisi in 5 aree le prime due con accesso da contrà San Bortolo, le restanti con accesso da viale Rodolfi:

## Collegamenti
- Linee autobus SVT di passaggio (2 - 3 - 4 - 9 - 11 - 30)